# Lithocarpus platyphyllus
Lithocarpus platyphyllus är en bokväxtart som beskrevs av Aimée Antoinette Camus. Lithocarpus platyphyllus ingår i släktet Lithocarpus och familjen bokväxter. Inga underarter finns listade.